# ناحیه باتاویا، میشیگان
ناحیه باتاویا (به انگلیسی: Batavia Township) یک منطقهٔ مسکونی در ایالات متحده آمریکا است که در شهرستان برنچ، میشیگان واقع شده‌است.
 ناحیه باتاویا ۹۳٫۶ کیلومتر مربع مساحت و ۱٬۳۳۹ نفر جمعیت دارد و ۲۸۳ متر بالاتر از سطح دریا واقع شده‌است.